# 丸紅情報システムズ
丸紅情報システムズ株式会社（マルベニジョウホウシステムズ、英：MARUBENI INFORMATION SYSTEMS CO., LTD.、略称：MSYS/エムシス）は、丸紅 I-DIGIO グループの一員として、最先端 IT を駆使した付加価値の高いソリューションやサービスを、お客様視点で提供するソリューションプロバイダ。製造・流通・サービス・小売・金融業を中心とする様々な業界の知見と高度な提案力とグローバルな視点から顧客の差別化に貢献する最先端技術やそれを活用した新しいソリューションの開発力が強み。ソリューションや製品、サービスを通じて、お客様の期待を超える新しい「価値」の創出で顧客のビジネスを支援する。

## 沿革
- 1965年 - 設立
- 1974年 - アメリカにオフィス開設
- 1984年 - シンガポールにオフィス開設
- 1997年 - 丸紅ハイテック株式会社と丸紅エレクトロニクス株式会社が合併し丸紅ソリューション株式会社に社名変更
- 2007年 - 丸紅情報システムズ株式会社と丸紅ソリューション株式会社が合併
- 2009年 - Marubeni Information Systems(S) Pte. Ltd. をシンガポールに設立。Marubeni Information Systems USA Corp シンガポール支店の業務を継承
- 2023年 - 丸紅株式会社が持株会社を設立し、株主が丸紅I-DIGIOホールディングス株式会社に変更
- 2023年 - 東京都文京区に本社を移転

## 国内拠点
- 本社 ‐ 東京都文京区後楽二丁目6番1号 住友不動産飯田橋ファーストタワー
- 大阪支店 ‐ 大阪府大阪市淀川区宮原一丁目6番1号　新大阪ブリックビル
- 名古屋支店 ‐ 愛知県名古屋市中区錦二丁目2番2号　名古屋丸紅ビル
- 九州営業所 ‐ 福岡県福岡市博多区博多駅前一丁目13番1号　九勧承天寺通りビル

## グループ会社
- 海外
  - Marubeni Information Systems USA Corporation
  - Marubeni Information Systems (S) Pte. Ltd.